# Callicostella aquatica
Callicostella aquatica là một loài rêu trong họ Pilotrichaceae. Loài này được E.B. Bartram mô tả khoa học đầu tiên năm 1939.